# Lolita Brieger
Lolita Brieger (* 4. Oktober 1964; † vermutlich am 4. November 1982) lebte in Frauenkron in der Eifel und fiel einem Tötungsdelikt zum Opfer. Ihren Leichnam fand man erst 29 Jahre später. Ein Verdächtiger wurde kurz danach festgenommen, jedoch am 11. Juni 2012 vom Tatvorwurf des Mordes freigesprochen. Zwar ging das Gericht von einem durch ihn an seiner schwangeren Ex-Freundin begangenem Totschlag aus, dieser war jedoch mehr als 29 Jahre nach der Tat bereits verjährt.

## Leben
Lolita Brieger wuchs zusammen mit vier Geschwistern in einfachen Verhältnissen in dem zur Gemeinde Dahlem gehörenden Dorf Frauenkron im Süden des Kreises Euskirchen in Nordrhein-Westfalen auf. Ihre Eltern waren deutsche Vertriebene aus Schlesien.
Die fast siebzehnjährige Lolita lernte im August 1981 den drei Jahre älteren Josef Klein, Sohn eines größeren Landwirts aus dem in Rheinland-Pfalz gelegenen Nachbardorf Scheid (Landkreis Vulkaneifel) kennen. Aufgrund der sozialen Kluft wurde die sich zwischen den beiden entwickelnde Beziehung insbesondere in seinem Elternhaus missbilligt.
Im Sommer 1982 beendete Klein zunächst die Beziehung zu Brieger. Nachdem er von einem Suizidversuch seiner Freundin Lolita erfahren hatte, führte er die bisherige Beziehung als Freundschaft weiter, da er in diesem Zusammenhang erfahren hatte, dass sie von ihm schwanger war.
Im Spätsommer 1982 fand Lolita Brieger im rund 14 Kilometer entfernten Jünkerath eine Anstellung als Näherin und bezog dort eine kleine Wohnung. Am Abend des 3. Novembers 1982 kam es in dieser Wohnung zu einem heftigen Streit. Die im selben Hause lebende Vermieterin, welche die Situation mitbekam, wurde somit zu einer wichtigen Zeugin: Brieger erstrebte aufgrund der Schwangerschaft eine Heirat, Klein hingegen nicht. Sie sollte vielmehr am nächsten Tag zu ihm auf den Hof seines Vaters kommen, da dieser die Angelegenheit mit einer finanziellen Abfindung zu regeln gedachte.

## Der Fall Lolita Brieger
Am 4. November 1982 wurde Lolita Brieger gegen 13 Uhr letztmals gesehen: Eine Arbeitskollegin hatte sie von Jünkerath mit dem Auto mitgenommen, da sie verabredungsgemäß ihren Freund und dessen Vater auf deren Hof in Scheid aufsuchen wollte. Gegen 13 Uhr stieg sie in der Nähe von Scheid aus dem Auto ihrer Kollegin; die letzten Kilometer zu dem abseits gelegenen Dorf beabsichtigte sie, zu Fuß zurückzulegen. Von da ab fehlte von ihr jegliche Spur.
Lolita Briegers Familie gab wenige Tage später eine Vermisstenanzeige auf, woraufhin die Polizei zu ermitteln begann. In der Folgezeit wurden verschiedene Ursachen für ihr Verschwinden in Betracht gezogen:
1. Brieger habe Suizid begangen, da sie auf keinen Fall ihr Kind ledig großziehen wollte. Immerhin hatte sie bereits zu Beginn ihrer Schwangerschaft einen Suizidversuch unternommen, nachdem Klein sich von ihr trennen wollte. Auch ein in ihrer Wohnung gefundener Brief ließ diese Variante zunächst plausibel erscheinen. Die Unauffindbarkeit ihrer Leiche sprach jedoch zunehmend dagegen.
2. In Hinblick auf ein mögliches Tötungsdelikt geriet vor allem Briegers (Ex-)Freund und Kindsvater in das Visier der Ermittlungen. Er sagte aus, dass sie noch am Nachmittag den Hof wieder verlassen habe. Gegenteilige Beweise konnten nicht gefunden werden.
3. Gerüchten zufolge sollte sich Lolita Brieger abgesetzt haben, um unter anderem Namen und an einem anderen Ort ein neues Leben zu beginnen.

Trotz umfangreicher Ermittlungen fand sich keine Spur, die zur lebenden oder toten Lolita Brieger führte. Einzig im Februar 1983 entdeckte ein Jugendlicher auf dem Friedhof in Stadtkyll zufällig Lolitas Schlüsselbund. Stadtkyll liegt etwa 10 km östlich von dem Ort, an dem Lolita Brieger das Auto ihrer Arbeitskollegin verlassen hatte.

## Der entscheidende Durchbruch im Jahr 2011
Zuständig für den Vermisstenfall war die Kriminalpolizei des Polizeipräsidiums Trier. Da ein Mord nicht auszuschließen war, wurde die Akte nicht geschlossen und 2011 erneut intensiv ermittelt. Am 24. August war der Fall Lolita Brieger Thema der Fernsehsendung Aktenzeichen XY … ungelöst. Kriminalhauptkommissar Wolfgang Schu und Staatsanwalt Eric Samel, die den Fall in der Sendung vorstellten, hielten ein Tötungsdelikt für sehr wahrscheinlich. Sie gingen davon aus, dass der Täter bei der Beseitigung der Leiche Helfer gehabt haben müsste, und wiesen darauf hin, dass eine derartige Beteiligung inzwischen verjährt sei. Mit Hinweis auf die betagte Mutter Briegers appellierte Kommissar Schu an das Gewissen eventueller Mitwisser, zur Aufklärung des Falles beizutragen.
Noch während der Ausstrahlung des Beitrages meldete sich eine Zuschauerin bei der Polizei, die tatsächlich Hinweise auf einen Mitwisser des Verbrechens geben konnte. Es handelte sich um einen guten Freund von Josef Klein, Lolita Briegers ehemaligem Partner und mutmaßlichem Vater ihres ungeborenen Kindes. Der Freund wurde verhört und gab zu, seinerzeit bei der Beseitigung der Leiche geholfen zu haben. Daraufhin kam Klein am 9. September 2011 in Untersuchungshaft.
Entsprechend den Angaben des Mitwissers fand man nach einer zweiwöchigen Suche am 19. Oktober 2011 auf einer inzwischen stillgelegten Mülldeponie bei Dahlem-Frauenkron ein in Kunststofffolie verpacktes menschliches Skelett nebst Bekleidungsresten.
Eine Untersuchung im Rechtsmedizinischen Institut der Johannes-Gutenberg-Universität Mainz brachte wenige Tage später anhand einer DNA-Analyse Gewissheit: Es handelte sich um die sterblichen Überreste der seit 29 Jahren vermissten Lolita Brieger. Sie und ihr ungeborenes Kind wurden am 4. November 2011 in Berk nahe Frauenkron (dort befindet sich der Friedhof der Pfarrei St. Brictius Berk, zu der auch Frauenkron gehört) an der Seite ihres Vaters bzw. Großvaters beerdigt.
Am 29. Dezember 2011 erhob die Staatsanwaltschaft Trier Anklage wegen Mordes; die Verhandlung begann am 6. März 2012. Der Angeklagte wurde am 11. Juni 2012 vom Mordvorwurf freigesprochen. Das Gericht ging zwar davon aus, dass er für den Tod Briegers verantwortlich sei, wertete die Tat jedoch, da Mordmerkmale nicht sicher nachzuweisen waren, als Totschlag. Dieser war inzwischen verjährt. Durch die Verjährung bestand ein zwingendes Verfahrenshindernis, der bis dahin inhaftierte Angeklagte war unverzüglich freizulassen.

## Fernsehbeitrag
- Bernd Reufels, Christiane Fernbacher: Leben mit der Schuld: Der Fall Lolita Brieger. In: Aufgeklärt – Spektakuläre Kriminalfälle. ZDFinfo, 23. Februar 2019, abgerufen am 9. Februar 2022.